# Lägh da Cavloc
Der Lägh da Cavloc (alpinlombardischer Dialektname, italienisch Lago di Cavloccio, deutsch Cavloccio-See) ist ein Bergsee auf 1907 m ü. M. beim Malojapass im Val Forno auf Gemeindegebiet von Bregaglia im Schweizer Kanton Graubünden.
Während das Nordufer felsig und von Kiefern gesäumt ist, liegt am flachen Südufer ein Strand, der trotz der niedrigen Wassertemperatur ein beliebter Badeplatz ist.
Am See befindet sich ein Bergrestaurant und südlich des Sees liegt die Alp da Cavloc.

## Zugang
Der See ist über einen einfachen Wanderweg von Maloja aus in ca. einer Stunde Wanderzeit erreichbar. Im Winter ist der Weg als Winterwanderweg und Langlaufloipe präpariert.

## Kunst und Kultur
Der See wurde 1922 von Giovanni Giacometti gemalt.

## Weblinks

Cavloccio-See. Historisches Bild von Leo Wehrli (1922)